# Cena Emmy za nejlepší mužský herecký výkon v dramatickém seriálu

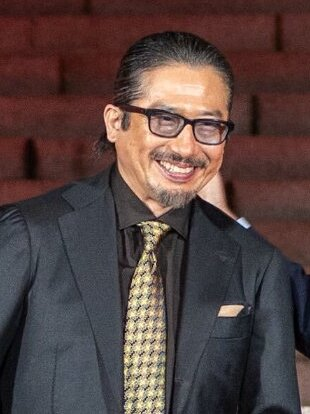
Hirojuki Sanada, aktuální držitel ocenění

Cena Emmy za nejlepší mužský herecký výkon v dramatickém seriálu je cena každoročně udělovaná Akademií televizního umění a věd (ATAS). Herci v hlavní roli v dramatickém seriálu poprvé soutěžili samostatně na 18. ročníku udílení cen Emmy. Tyto dramatické výkony však zahrnovaly herce z minisérií, TV filmů a v hostujících rolích, kteří soutěžili s herci v hlavních rolích. Aktuálním držitelem tohoto ocenění je Hirojuki Sanada.

## Vítězové a nominovaní

### 1954–1959
| Rok                                                                                | Vítězové a nominovaní            | Role                             | Seriál                            |
| Nejlepší mužská hvězda v seriálu                                                   | Nejlepší mužská hvězda v seriálu | Nejlepší mužská hvězda v seriálu | Nejlepší mužská hvězda v seriálu  |
| ---------------------------------------------------------------------------------- | -------------------------------- | -------------------------------- | --------------------------------- |
| 1954 (6.)                                                                          | Donald O'Connor                  | on sám                           | The Colgate Comedy Hour           |
| 1954 (6.)                                                                          | Sid Caesar                       | různé postavy                    | Your Show of Shows                |
| 1954 (6.)                                                                          | Wally Cox                        | Robinson Peepers                 | Mister Peepers                    |
| 1954 (6.)                                                                          | Jackie Gleason                   | různé postavy                    | The Jackie Gleason Show           |
| 1954 (6.)                                                                          | Jack Webb                        | Joe Friday                       | Dragnet                           |
| Nejlepší herec v hlavní roli v seriálu                                             |                                  |                                  |                                   |
| 1955 (7.)                                                                          | Danny Thomas                     | Danny Williams                   | Make Room for Daddy               |
| 1955 (7.)                                                                          | Richard Boone                    | Dr. Konrad Styner                | Medic                             |
| 1955 (7.)                                                                          | Robert Cummings                  | Robert Beanblossom               | My Hero                           |
| 1955 (7.)                                                                          | Jackie Gleason                   | různé postavy                    | The Jackie Gleason Show           |
| 1955 (7.)                                                                          | Jack Webb                        | Joe Friday                       | Dragnet                           |
| Nejlepší ženský herecký výkon                                                      |                                  |                                  |                                   |
| 1956 (8.)                                                                          | Phil Silvers                     | MSgt. Ernest G. Bilko            | The Phil Silvers Show             |
| 1956 (8.)                                                                          | Robert Cummings                  | Robert Beanblossom               | My Hero                           |
| 1956 (8.)                                                                          | Jackie Gleason                   | různé postavy                    | The Jackie Gleason Show           |
| 1956 (8.)                                                                          | Danny Thomas                     | Danny Williams                   | Make Room for Daddy               |
| 1956 (8.)                                                                          | Robert Young                     | Jim Anderson                     | Father Knows Best                 |
| 1957 (9.)                                                                          | Robert Young                     | Jim Anderson                     | Father Knows Best                 |
| 1957 (9.)                                                                          | James Arness                     | Matt Dillon                      | Gunsmoke                          |
| 1957 (9.)                                                                          | Charles Boyer                    | různé postavy                    | Four Star Playhouse               |
| 1957 (9.)                                                                          | David Niven                      | různé postavy                    | Four Star Playhouse               |
| 1957 (9.)                                                                          | Hugh O'Brian                     | Wyatt Earp                       | The Life and Legend of Wyatt Earp |
| Nejlepší ženský herecký výkon v hlavní roli v dramatickém nebo komediálním seriálu |                                  |                                  |                                   |
| 1958 (10.)                                                                         | Robert Young                     | Jim Anderson                     | Father Knows Best                 |
| 1958 (10.)                                                                         | James Arness                     | Matt Dillon                      | Gunsmoke                          |
| 1958 (10.)                                                                         | Robert Cummings                  | Bob Collins                      | The Bob Cummings Show             |
| 1958 (10.)                                                                         | Phil Silvers                     | MSgt. Ernest G. Bilko            | The Phil Silvers Show             |
| 1958 (10.)                                                                         | Danny Thomas                     | Danny Williams                   | The Danny Thomas Show             |
| Nejlepší herečka v hlavní roli (pokračující postava) v dramatickém seriálu         |                                  |                                  |                                   |
| 1959 (11.)                                                                         | Raymond Burr                     | Perry Mason                      | Perry Mason                       |
| 1959 (11.)                                                                         | James Arness                     | Matt Dillon                      | Gunsmoke                          |
| 1959 (11.)                                                                         | Richard Boone                    | Paladin                          | Have Gun – Will Travel            |
| 1959 (11.)                                                                         | James Garner                     | Bret Maverick                    | Maverick                          |
| 1959 (11.)                                                                         | Craig Stevens                    | Peter Gunn                       | Peter Gunn                        |
| 1959 (11.)                                                                         | Efrem Zimbalist Jr.              | Stuart Bailey                    | 77 Sunset Strip                   |

### 1960–1969
| Rok                                                               | Vítězové a nominovaní                                     | Role                                                      | Seriál                                                               |
| Nejlepší ženský herecký výkon (hlavní nebo vedlejší role)         | Nejlepší ženský herecký výkon (hlavní nebo vedlejší role) | Nejlepší ženský herecký výkon (hlavní nebo vedlejší role) | Nejlepší ženský herecký výkon (hlavní nebo vedlejší role)            |
| ----------------------------------------------------------------- | --------------------------------------------------------- | --------------------------------------------------------- | -------------------------------------------------------------------- |
| 1960 (12.)                                                        | Robert Stack                                              | Eliot Ness                                                | The Untouchables                                                     |
| 1960 (12.)                                                        | Richard Boone                                             | Paladin                                                   | Have Gun – Will Travel                                               |
| 1960 (12.)                                                        | Raymond Burr                                              | Perry Mason                                               | Perry Mason                                                          |
| Nejlepší ženský herecký výkon (hlavní role)                       |                                                           |                                                           |                                                                      |
| 1961 (13.)                                                        | Raymond Burr                                              | Perry Mason                                               | Perry Mason                                                          |
| 1961 (13.)                                                        | Jackie Cooper                                             | Chick Hennesey                                            | Hennesey                                                             |
| 1961 (13.)                                                        | Robert Stack                                              | Eliot Ness                                                | The Untouchables                                                     |
| Nejlepší pokračující ženský herecký výkon (hlavní role)           |                                                           |                                                           |                                                                      |
| 1962 (14.)                                                        | E. G. Marshall                                            | Lawrence Preston                                          | The Defenders                                                        |
| 1962 (14.)                                                        | Paul Burke                                                | Det. Adam Flint                                           | Naked City                                                           |
| 1962 (14.)                                                        | Jackie Cooper                                             | Chick Hennesey                                            | Hennesey                                                             |
| 1962 (14.)                                                        | Vince Edwards                                             | Ben Casey                                                 | Ben Casey                                                            |
| 1962 (14.)                                                        | George Maharis                                            | Buz Murdock                                               | Route 66                                                             |
| 1963 (15.)                                                        | E. G. Marshall                                            | Lawrence Preston                                          | The Defenders                                                        |
| 1963 (15.)                                                        | Ernest Borgnine                                           | Lt. Cmdr. Quinton McHale                                  | McHale's Navy                                                        |
| 1963 (15.)                                                        | Paul Burke                                                | Det. Adam Flint                                           | Naked City                                                           |
| 1963 (15.)                                                        | Vic Morrow                                                | Sgt. Sanders                                              | Combat!                                                              |
| 1963 (15.)                                                        | Dick Van Dyke                                             | Rob Petrie                                                | The Dick Van Dyke Show                                               |
| 1964 (16.)                                                        | Dick Van Dyke                                             | Rob Petrie                                                | The Dick Van Dyke Show                                               |
| 1964 (16.)                                                        | Richard Boone                                             | různé postavy                                             | The Richard Boone Show                                               |
| 1964 (16.)                                                        | Dean Jagger                                               | Albert Vane                                               | Mr. Novak                                                            |
| 1964 (16.)                                                        | David Janssen                                             | Dr. Richard Kimble                                        | Uprchlík                                                             |
| 1964 (16.)                                                        | George C. Scott                                           | Neil Brock                                                | East Side, West Side                                                 |
| Nejlepší individuální úspěchy v oblasti zábavy – herci a umělci   |                                                           |                                                           |                                                                      |
| 1965 (17.)                                                        | Leonard Bernstein                                         | Conductor                                                 | New York Philharmonic Young People's Concerts with Leonard Bernstein |
| 1965 (17.)                                                        | Lynn Fontanne                                             | Fanny Bowditch Holmes                                     | Hallmark Hall of Fame: The Magnificent Yankee                        |
| 1965 (17.)                                                        | Alfred Lunt                                               | Oliver Wendell Holmes Jr.                                 | Hallmark Hall of Fame: The Magnificent Yankee                        |
| 1965 (17.)                                                        | Barbra Streisandová                                       | ona sama                                                  | My Name Is Barbra                                                    |
| 1965 (17.)                                                        | Dick Van Dyke                                             | Rob Petrie                                                | The Dick Van Dyke Show                                               |
| 1965 (17.)                                                        | Julie Andrewsová                                          | ona sama                                                  | The Andy Williams Show                                               |
| 1965 (17.)                                                        | Johnny Carson                                             | moderátor                                                 | The Tonight Show Starring Johnny Carson                              |
| 1965 (17.)                                                        | Gladys Cooper                                             | Margaret St. Clair                                        | The Rogues                                                           |
| 1965 (17.)                                                        | Robert Coote                                              | Timmy St. Clair                                           | The Rogues                                                           |
| 1965 (17.)                                                        | Richard Crenna                                            | James Slattery                                            | Slattery's People                                                    |
| 1965 (17.)                                                        | Julie Harrisová                                           | Florence Nightingalová                                    | Hallmark Hall of Fame                                                |
| 1965 (17.)                                                        | Bob Hope                                                  | on sám                                                    | Chrysler Presents A Bob Hope Comedy Special                          |
| 1965 (17.)                                                        | Dean Jagger                                               | Albert Vane                                               | Mr. Novak                                                            |
| 1965 (17.)                                                        | Danny Kaye                                                | moderátor                                                 | The Danny Kaye Show                                                  |
| 1965 (17.)                                                        | David McCallum                                            | Illya Kuryakin                                            | The Man from U.N.C.L.E.                                              |
| 1965 (17.)                                                        | Red Skelton                                               | on sám                                                    | The Red Skelton Hour                                                 |
| Nejlepší ženský herecký výkon v hlavní roli v dramatickém seriálu |                                                           |                                                           |                                                                      |
| 1966 (18.)                                                        | Bill Cosby                                                | Alexander Scott                                           | I Spy                                                                |
| 1966 (18.)                                                        | Richard Crenna                                            | James Slattery                                            | Slattery's People                                                    |
| 1966 (18.)                                                        | Robert Culp                                               | Kelly Robinson                                            | I Spy                                                                |
| 1966 (18.)                                                        | David Janssen                                             | Dr. Richard Kimble                                        | Uprchlík                                                             |
| 1966 (18.)                                                        | David McCallum                                            | Illya Kuryakin                                            | The Man from U.N.C.L.E.                                              |
| 1967 (19.)                                                        | Bill Cosby                                                | Alexander Scott                                           | I Spy                                                                |
| 1967 (19.)                                                        | Robert Culp                                               | Kelly Robinson                                            | I Spy                                                                |
| 1967 (19.)                                                        | Ben Gazzara                                               | Paul Bryan                                                | Run for Your Life                                                    |
| 1967 (19.)                                                        | David Janssen                                             | Dr. Richard Kimble                                        | Uprchlík                                                             |
| 1967 (19.)                                                        | Martin Landau                                             | Rollin Hand                                               | Mission: Impossible                                                  |
| 1968 (20.)                                                        | Bill Cosby                                                | Alexander Scott                                           | I Spy                                                                |
| 1968 (20.)                                                        | Raymond Burr                                              | Robert T. Ironside                                        | Ironside                                                             |
| 1968 (20.)                                                        | Robert Culp                                               | Kelly Robinson                                            | I Spy                                                                |
| 1968 (20.)                                                        | Ben Gazzara                                               | Paul Bryan                                                | Run for Your Life                                                    |
| 1968 (20.)                                                        | Martin Landau                                             | Rollin Hand                                               | Mission: Impossible                                                  |
| 1969 (21.)                                                        | Carl Betz                                                 | Clinton Judd                                              | Judd, for the Defense                                                |
| 1969 (21.)                                                        | Raymond Burr                                              | Robert T. Ironside                                        | Ironside                                                             |
| 1969 (21.)                                                        | Peter Graves                                              | Jim Phelps                                                | Mission: Impossible                                                  |
| 1969 (21.)                                                        | Martin Landau                                             | Rollin Hand                                               | Mission: Impossible                                                  |
| 1969 (21.)                                                        | Ross Martin                                               | Artemus Gordon                                            | The Wild Wild West                                                   |

### 1970–1979
| Rok        | Vítězové a nominovaní | Role                  | Seriál                     |
| ---------- | --------------------- | --------------------- | -------------------------- |
| 1970 (22.) | Robert Young          | Dr. Marcus Welby      | Marcus Welby, M.D.         |
| 1970 (22.) | Raymond Burr          | Robert T. Ironside    | Ironside                   |
| 1970 (22.) | Mike Connors          | Joe Mannix            | Mannix                     |
| 1970 (22.) | Robert Wagner         | Al Mundy              | It Takes a Thief           |
| 1971 (23.) | Hal Holbrook          | Hays Stowe            | The Bold Ones: The Senator |
| 1971 (23.) | Raymond Burr          | Robert T. Ironside    | Ironside                   |
| 1971 (23.) | Mike Connors          | Joe Mannix            | Mannix                     |
| 1971 (23.) | Robert Young          | Dr. Marcus Welby      | Marcus Welby, M.D.         |
| 1972 (24.) | Peter Falk            | Columbo               | Columbo                    |
| 1972 (24.) | Raymond Burr          | Robert T. Ironside    | Ironside                   |
| 1972 (24.) | Mike Connors          | Joe Mannix            | Mannix                     |
| 1972 (24.) | Keith Michell         | Jindřich VIII. Tudor  | Šest žen Jindřicha VIII.   |
| 1972 (24.) | Robert Young          | Dr. Marcus Welby      | Marcus Welby, M.D.         |
| 1973 (25.) | Richard Thomas        | John-Boy Walton       | The Waltons                |
| 1973 (25.) | David Carradine       | Kwai Chang Caine      | Kung Fu                    |
| 1973 (25.) | Mike Connors          | Joe Mannix            | Mannix                     |
| 1973 (25.) | William Conrad        | Frank Cannon          | Cannon                     |
| 1973 (25.) | Peter Falk            | Columbo               | Columbo                    |
| 1974 (26.) | Telly Savalas         | Lt. Theo Kojak        | Kojak                      |
| 1974 (26.) | William Conrad        | Frank Cannon          | Cannon                     |
| 1974 (26.) | Karl Malden           | Lt. Mike Stone        | V ulicích San Francisca    |
| 1974 (26.) | Richard Thomas        | John-Boy Walton       | The Waltons                |
| 1975 (27.) | Robert Blake          | Det. Tony Baretta     | Baretta                    |
| 1975 (27.) | Karl Malden           | Lt. Mike Stone        | V ulicích San Francisca    |
| 1975 (27.) | Barry Newman          | Anthony J. Petrocelli | Petrocelli                 |
| 1975 (27.) | Telly Savalas         | Lt. Theo Kojak        | Kojak                      |
| 1976 (28.) | Peter Falk            | Columbo               | Columbo                    |
| 1976 (28.) | James Garner          | Jim Rockford          | The Rockford Files         |
| 1976 (28.) | Karl Malden           | Lt. Mike Stone        | V ulicích San Francisca    |
| 1977 (29.) | James Garner          | Jim Rockford          | The Rockford Files         |
| 1977 (29.) | Robert Blake          | Det. Tony Baretta     | Baretta                    |
| 1977 (29.) | Peter Falk            | Columbo               | Columbo                    |
| 1977 (29.) | Jack Klugman          | Dr. R. Quincy, M.E.   | Quincy, M.E.               |
| 1977 (29.) | Karl Malden           | Lt. Mike Stone        | V ulicích San Francisca    |
| 1978 (30.) | Ed Asner              | Lou Grant             | Lou Grant                  |
| 1978 (30.) | James Broderick       | Doug Lawrence         | Family                     |
| 1978 (30.) | Peter Falk            | Columbo               | Columbo                    |
| 1978 (30.) | James Garner          | Jim Rockford          | The Rockford Files         |
| 1978 (30.) | Jack Klugman          | Dr. R. Quincy, M.E.   | Quincy, M.E.               |
| 1978 (30.) | Ralph Waite           | John Walton, Sr.      | The Waltons                |
| 1979 (31.) | Ron Leibman           | Martin Kazinski       | Kaz                        |
| 1979 (31.) | Ed Asner              | Lou Grant             | Lou Grant                  |
| 1979 (31.) | James Garner          | Jim Rockford          | The Rockford Files         |
| 1979 (31.) | Jack Klugman          | Dr. R. Quincy, M.E.   | Quincy, M.E.               |

### 1980–1989
| Rok        | Vítězové a nominovaní | Seriál                | Role                     |
| ---------- | --------------------- | --------------------- | ------------------------ |
| 1980 (32.) | Ed Asner              | Lou Grant             | Lou Grant                |
| 1980 (32.) | James Garner          | Jim Rockford          | The Rockford Files       |
| 1980 (32.) | Jack Klugman          | Dr. R. Quincy, M.E.   | Quincy, M.E.             |
| 1980 (32.) | Larry Hagman          | J. R. Ewing           | Dallas                   |
| 1981 (33.) | Daniel J. Travanti    | Frank Furillo         | Poldové z Hill Street    |
| 1981 (33.) | Ed Asner              | Lou Grant             | Lou Grant                |
| 1981 (33.) | Jim Davis (posmrtně)  | Jock Ewing            | Dallas                   |
| 1981 (33.) | Larry Hagman          | J. R. Ewing           | Dallas                   |
| 1981 (33.) | Louis Gossett Jr.     | otec Bessie           | Palmerstown, U.S.A.      |
| 1981 (33.) | Pernell Roberts       | Trapper John McIntyre | Trapper John, M.D.       |
| 1982 (34.) | Daniel J. Travanti    | Frank Furillo         | Poldové z Hill Street    |
| 1982 (34.) | Ed Asner              | Lou Grant             | Lou Grant                |
| 1982 (34.) | Tom Selleck           | Thomas Magnum         | Magnum                   |
| 1982 (34.) | James Garner          | Bret Maverick         | Bret Maverick            |
| 1982 (34.) | John Forsythe         | Blake Carrington      | Dynastie                 |
| 1983 (35.) | Ed Flanders           | Donald Westphall      | St. Elsewhere            |
| 1983 (35.) | Tom Selleck           | Thomas Magnum         | Magnum                   |
| 1983 (35.) | William Daniels       | Mark Craig            | St. Elsewhere            |
| 1983 (35.) | John Forsythe         | Blake Carrington      | Dynastie                 |
| 1983 (35.) | Daniel J. Travanti    | Frank Furillo         | Poldové z Hill Street    |
| 1984 (36.) | Tom Selleck           | Thomas Magnum         | Magnum                   |
| 1984 (36.) | William Daniels       | Mark Craig            | St. Elsewhere            |
| 1984 (36.) | Ed Flanders           | Donald Westphall      | St. Elsewhere            |
| 1984 (36.) | Daniel J. Travanti    | Frank Furillo         | Poldové z Hill Street    |
| 1984 (36.) | John Forsythe         | Blake Carrington      | Dynastie                 |
| 1985 (37.) | William Daniels       | Mark Craig            | St. Elsewhere            |
| 1985 (37.) | Don Johnson           | Sonny Crockett        | Miami Vice               |
| 1985 (37.) | Ed Flanders           | Donald Westphall      | St. Elsewhere            |
| 1985 (37.) | Daniel J. Travanti    | Frank Furillo         | Poldové z Hill Street    |
| 1985 (37.) | Tom Selleck           | Thomas Magnum         | Magnum                   |
| 1986 (38.) | William Daniels       | Mark Craig            | St. Elsewhere            |
| 1986 (38.) | Tom Selleck           | Thomas Magnum         | Magnum                   |
| 1986 (38.) | Edward Woodward       | Robert McCall         | The Equalizer            |
| 1986 (38.) | Bruce Willis          | David Addison         | Měsíční svit             |
| 1986 (38.) | Ed Flanders           | Donald Westphall      | St. Elsewhere            |
| 1987 (39.) | Bruce Willis          | David Addison         | Měsíční svit             |
| 1987 (39.) | Corbin Bernsen        | Arnie Becker          | Právo v Los Angeles      |
| 1987 (39.) | William Daniels       | Mark Craig            | St. Elsewhere            |
| 1987 (39.) | Ed Flanders           | Donald Westphall      | St. Elsewhere            |
| 1987 (39.) | Edward Woodward       | Robert McCall         | The Equalizer            |
| 1988 (40.) | Richard Kiley         | Joe Gardner           | A Year in the Life       |
| 1988 (40.) | Ron Perlman           | Vincent               | Beauty and the Beast     |
| 1988 (40.) | Corbin Bernsen        | Arnie Becker          | Právo v Los Angeles      |
| 1988 (40.) | Michael Tucker        | Stuart Markowitz      | Právo v Los Angeles      |
| 1988 (40.) | Edward Woodward       | Robert McCall         | The Equalizer            |
| 1989 (41.) | Carroll O'Connor      | Bill Gillespie        | In the Heat of the Night |
| 1989 (41.) | Ken Wahl              | Vinnie Terranova      | Wiseguy                  |
| 1989 (41.) | Edward Woodward       | Robert McCall         | The Equalizer            |
| 1989 (41.) | Ron Perlman           | Vincent               | Beauty and the Beast     |
| 1989 (41.) | Michael Tucker        | Stuart Markowitz      | Právo v Los Angeles      |

### 1990–1999
| Rok        | Vítězové a nominovaní | Role             | Seriál                 |
| ---------- | --------------------- | ---------------- | ---------------------- |
| 1990 (42.) | Peter Falk            | Columbo          | Columbo                |
| 1990 (42.) | Scott Bakula          | Sam Beckett      | Quantum Leap           |
| 1990 (42.) | Robert Loggia         | Nick Mancuso     | Mancuso, F.B.I.        |
| 1990 (42.) | Kyle MacLachlan       | Dale Cooper      | Městečko Twin Peaks    |
| 1990 (42.) | Edward Woodward       | Robert McCall    | The Equalizer          |
| 1991 (43.) | James Earl Jones      | Gabriel Bird     | Oheň Gabrielův         |
| 1991 (43.) | Scott Bakula          | Sam Beckett      | Quantum Leap           |
| 1991 (43.) | Michael Moriarty      | Benjamin Stone   | Zákon a pořádek        |
| 1991 (43.) | Peter Falk            | Columbo          | Columbo                |
| 1991 (43.) | Kyle MacLachlan       | Dale Cooper      | Městečko Twin Peaks    |
| 1992 (44.) | Christopher Lloyd     | Alistair Dimple  | Road to Avonlea        |
| 1992 (44.) | Kirk Douglas          | generál Kalthrob | Příběhy ze záhrobí     |
| 1992 (44.) | Rob Morrow            | Joel Fleischman  | Northern Exposure      |
| 1992 (44.) | Scott Bakula          | Sam Beckett      | Quantum Leap           |
| 1992 (44.) | Harrison Page         | Reverend Walters | Quantum Leap           |
| 1992 (44.) | Michael Moriarty      | Benjamin Stone   | Zákon a pořádek        |
| 1992 (44.) | Sam Waterston         | Forrest Bedford  | I'll Fly Away          |
| 1993 (45.) | Tom Skerritt          | Jimmy Brock      | Picket Fences          |
| 1993 (45.) | Scott Bakula          | Sam Beckett      | Quantum Leap           |
| 1993 (45.) | Michael Moriarty      | Benjamin Stone   | Zákon a pořádek        |
| 1993 (45.) | Sam Waterston         | Forrest Bedford  | I'll Fly Away          |
| 1993 (45.) | Rob Morrow            | Joel Fleischman  | Northern Exposure      |
| 1994 (46.) | Dennis Franz          | Andy Sipowicz    | Policie New York       |
| 1994 (46.) | Michael Moriarty      | Benjamin Stone   | Zákon a pořádek        |
| 1994 (46.) | Tom Skerritt          | Jimmy Brock      | Picket Fences          |
| 1994 (46.) | David Caruso          | John Kelly       | Policie New York       |
| 1994 (46.) | Peter Falk            | Columbo          | Columbo                |
| 1995 (47.) | Mandy Patinkin        | Jeffrey Geiger   | Nemocnice Chicago Hope |
| 1995 (47.) | Dennis Franz          | Andy Sipowicz    | Policie New York       |
| 1995 (47.) | Jimmy Smits           | Bobby Simone     | Policie New York       |
| 1995 (47.) | George Clooney        | Doug Ross        | Pohotovost             |
| 1995 (47.) | Anthony Edwards       | Mark Greene      | Pohotovost             |
| 1996 (48.) | Dennis Franz          | Andy Sipowicz    | Policie New York       |
| 1996 (48.) | Andre Braugher        | Frank Pembleton  | Zločin v ulicích       |
| 1996 (48.) | George Clooney        | Doug Ross        | Pohotovost             |
| 1996 (48.) | Anthony Edwards       | Mark Greene      | Pohotovost             |
| 1996 (48.) | Jimmy Smits           | Bobby Simone     | Policie New York       |
| 1997 (49.) | Dennis Franz          | Andy Sipowicz    | Policie New York       |
| 1997 (49.) | David Duchovny        | Fox Mulder       | Akta X                 |
| 1997 (49.) | Anthony Edwards       | Mark Greene      | Pohotovost             |
| 1997 (49.) | Sam Waterston         | Jack McCoy       | Zákon a pořádek        |
| 1997 (49.) | Jimmy Smits           | Bobby Simone     | Policie New York       |
| 1998 (50.) | Andre Braugher        | Frank Pembleton  | Zločin v ulicích       |
| 1998 (50.) | David Duchovny        | Fox Mulder       | Akta X                 |
| 1998 (50.) | Dennis Franz          | Andy Sipowicz    | Policie New York       |
| 1998 (50.) | Jimmy Smits           | Bobby Simone     | Policie New York       |
| 1998 (50.) | Anthony Edwards       | Mark Greene      | Pohotovost             |
| 1999 (51.) | Dennis Franz          | Andy Sipowicz    | Zločin v ulicích       |
| 1999 (51.) | James Gandolfini      | Tony Soprano     | Rodina Sopránů         |
| 1999 (51.) | Dylan McDermott       | Bobby Donnell    | The Practice           |
| 1999 (51.) | Jimmy Smits           | Bobby Simone     | Policie New York       |
| 1999 (51.) | Sam Waterston         | Jack McCoy       | Zákon a pořádek        |

### 2000–2009
| Rok        | Vítězové a nominovaní | Role                       | Seriál                                    |
| ---------- | --------------------- | -------------------------- | ----------------------------------------- |
| 2000 (52.) | James Gandolfini      | Tony Soprano               | Rodina Sopránů                            |
| 2000 (52.) | Dennis Franz          | Andy Sipowicz              | Policie New York                          |
| 2000 (52.) | Jerry Orbach          | Lennie Briscoe             | Zákon a pořádek                           |
| 2000 (52.) | Sam Waterston         | Jack McCoy                 | Zákon a pořádek                           |
| 2000 (52.) | Martin Sheen          | Josiah Bartlet             | Západní křídlo                            |
| 2001 (53.) | James Gandolfini      | Tony Soprano               | Rodina Sopránů                            |
| 2001 (53.) | Andre Braugher        | Dr. Ben Gideon             | Gideon's Crossing                         |
| 2001 (53.) | Dennis Franz          | Andy Sipowicz              | Policie New York                          |
| 2001 (53.) | Rob Lowe              | Sam Seaborn                | Západní křídlo                            |
| 2001 (53.) | Martin Sheen          | Josiah Bartlet             | Západní křídlo                            |
| 2002 (54.) | Michael Chiklis       | Vic Mackey                 | Policejní odznak                          |
| 2002 (54.) | Michael C. Hall       | David Fisher               | Odpočívej v pokoji                        |
| 2002 (54.) | Peter Krause          | Nate Fisher                | Odpočívej v pokoji                        |
| 2002 (54.) | Martin Sheen          | Josiah Bartlet             | Západní křídlo                            |
| 2002 (54.) | Kiefer Sutherland     | Jack Bauer                 | 24 hodin                                  |
| 2003 (55.) | James Gandolfini      | Tony Soprano               | Rodina Sopránů                            |
| 2003 (55.) | Michael Chiklis       | Vic Mackey                 | Policejní odznak                          |
| 2003 (55.) | Peter Krause          | Nate Fisher                | Odpočívej v pokoji                        |
| 2003 (55.) | Martin Sheen          | Josiah Bartlet             | Západní křídlo                            |
| 2003 (55.) | Kiefer Sutherland     | Jack Bauer                 | 24 hodin                                  |
| 2004 (56.) | James Spader          | Alan Shore                 | The Practice                              |
| 2004 (56.) | James Gandolfini      | Tony Soprano               | Rodina Sopránů                            |
| 2004 (56.) | Anthony LaPaglia      | Jack Malone                | Beze stopy                                |
| 2004 (56.) | Martin Sheen          | Josiah Bartlet             | Západní křídlo                            |
| 2004 (56.) | Kiefer Sutherland     | Jack Bauer                 | 24 hodin                                  |
| 2005 (57.) | James Spader          | Alan Shore                 | Kauzy z Bostonu                           |
| 2005 (57.) | Hank Azaria           | Dr. Craig „Huff“ Huffstodt | Huff                                      |
| 2005 (57.) | Hugh Laurie           | Gregory House              | Dr. House                                 |
| 2005 (57.) | Kiefer Sutherland     | Jack Bauer                 | 24 hodin                                  |
| 2005 (57.) | Ian McShane           | Al Swearengen              | Deadwood                                  |
| 2006 (58.) | Kiefer Sutherland     | Jack Bauer                 | 24 hodin                                  |
| 2006 (58.) | Peter Krause          | Nate Fisher                | Odpočívej v pokoji                        |
| 2006 (58.) | Denis Leary           | Tommy Gavin                | Zachraň mě                                |
| 2006 (58.) | Christopher Meloni    | Elliot Stabler             | Zákon a pořádek: Útvar pro zvláštní oběti |
| 2006 (58.) | Martin Sheen          | Josiah Bartlet             | Západní křídlo                            |
| 2007 (59.) | James Spader          | Alan Shore                 | Kauzy z Bostonu                           |
| 2007 (59.) | James Gandolfini      | Tony Soprano               | Rodina Sopránů                            |
| 2007 (59.) | Hugh Laurie           | Gregory House              | Dr. House                                 |
| 2007 (59.) | Kiefer Sutherland     | Jack Bauer                 | 24 hodin                                  |
| 2007 (59.) | Denis Leary           | Tommy Gavin                | Zachraň mě                                |
| 2008 (60.) | Bryan Cranston        | Walter White               | Perníkový táta                            |
| 2008 (60.) | Gabriel Byrne         | Paul Weston                | V odborné péči                            |
| 2008 (60.) | Michael C. Hall       | Dexter Morgan              | Dexter                                    |
| 2008 (60.) | Jon Hamm              | Don Draper                 | Šílenci z Manhattanu                      |
| 2008 (60.) | Hugh Laurie           | Gregory House              | Dr. House                                 |
| 2008 (60.) | James Spader          | Alan Shore                 | Kauzy z Bostonu                           |
| 2009 (61.) | Bryan Cranston        | Walter White               | Perníkový táta                            |
| 2009 (61.) | Simon Baker           | Patrick Jane               | Mentalista                                |
| 2009 (61.) | Gabriel Byrne         | Paul Weston                | V odborné péči                            |
| 2009 (61.) | Michael C. Hall       | Dexter Morgan              | Dexter                                    |
| 2009 (61.) | Jon Hamm              | Don Draper                 | Šílenci z Manhattanu                      |
| 2009 (61.) | Hugh Laurie           | Gregory House              | Dr. House                                 |

### 2010–2019
| Rok        | Vítězové a nominovaní | Role                   | Seriál                           |
| ---------- | --------------------- | ---------------------- | -------------------------------- |
| 2010 (62.) | Bryan Cranston        | Walter White           | Perníkový táta                   |
| 2010 (62.) | Kyle Chandler         | Eric Taylor            | Světla páteční noci              |
| 2010 (62.) | Matthew Fox           | Jack Shephard          | Ztraceni                         |
| 2010 (62.) | Michael C. Hall       | Dexter Morgan          | Dexter                           |
| 2010 (62.) | Jon Hamm              | Don Draper             | Šílenci z Manhattanu             |
| 2010 (62.) | Hugh Laurie           | Gregory House          | Dr. House                        |
| 2011 (63.) | Kyle Chandler         | Eric Taylor            | Světla páteční noci              |
| 2011 (63.) | Steve Buscemi         | Nucky Thompson         | Impérium – Mafie v Atlantic City |
| 2011 (63.) | Michael C. Hall       | Dexter Morgan          | Dexter                           |
| 2011 (63.) | Jon Hamm              | Don Draper             | Šílenci z Manhattanu             |
| 2011 (63.) | Hugh Laurie           | Gregory House          | Dr. House                        |
| 2011 (63.) | Timothy Olyphant      | Raylan Givens          | Strážce pořádku                  |
| 2012 (64.) | Damian Lewis          | Nicholas Brody         | Ve jménu vlasti                  |
| 2012 (64.) | Hugh Bonneville       | Robert Crawley         | Panství Downton                  |
| 2012 (64.) | Steve Buscemi         | Nucky Thompson         | Impérium – Mafie v Atlantic City |
| 2012 (64.) | Bryan Cranston        | Walter White           | Perníkový táta                   |
| 2012 (64.) | Michael C. Hall       | Dexter Morgan          | Dexter                           |
| 2012 (64.) | Jon Hamm              | Don Draper             | Šílenci z Manhattanu             |
| 2013 (65.) | Jeff Daniels          | Will McAvoy            | Newsroom                         |
| 2013 (65.) | Hugh Bonneville       | Robert Crawley         | Panství Downton                  |
| 2013 (65.) | Bryan Cranston        | Walter White           | Perníkový táta                   |
| 2013 (65.) | Jon Hamm              | Don Draper             | Šílenci z Manhattanu             |
| 2013 (65.) | Damian Lewis          | Nicholas Brody         | Ve jménu vlasti                  |
| 2013 (65.) | Kevin Spacey          | Frank Underwood        | Dům z karet                      |
| 2014 (66.) | Bryan Cranston        | Walter White           | Perníkový táta                   |
| 2014 (66.) | Jeff Daniels          | Will McAvoy            | Newsroom                         |
| 2014 (66.) | Jon Hamm              | Don Draper             | Šílenci z Manhattanu             |
| 2014 (66.) | Woody Harrelson       | Martin Hart            | Temný případ                     |
| 2014 (66.) | Matthew McConaughey   | Rust Cohle             | Temný případ                     |
| 2014 (66.) | Kevin Spacey          | Frank Underwood        | Dům z karet                      |
| 2015 (67.) | Jon Hamm              | Don Draper             | Šílenci z Manhattanu             |
| 2015 (67.) | Kyle Chandler         | John Rayburn           | Bloodline                        |
| 2015 (67.) | Jeff Daniels          | Will McAvoy            | Newsroom                         |
| 2015 (67.) | Bob Odenkirk          | Jimmy McGill           | Volejte Saulovi                  |
| 2015 (67.) | Liev Schreiber        | Ray Donovan            | Ray Donovan                      |
| 2015 (67.) | Kevin Spacey          | Frank Underwood        | Dům z karet                      |
| 2016 (68.) | Rami Malek            | Elliot Alderson        | Mr. Robot                        |
| 2016 (68.) | Kyle Chandler         | John Rayburn           | Bloodline                        |
| 2016 (68.) | Bob Odenkirk          | Jimmy McGill           | Volejte Saulovi                  |
| 2016 (68.) | Matthew Rhys          | Philip Jennings        | Takoví normální Američané        |
| 2016 (68.) | Liev Schreiber        | Ray Donovan            | Ray Donovan                      |
| 2016 (68.) | Kevin Spacey          | Frank Underwood        | Dům z karet                      |
| 2017 (69.) | Sterling K. Brown     | Randall Pearson        | Tohle jsme my                    |
| 2017 (69.) | Anthony Hopkins       | Dr. Robert Ford        | Westworld                        |
| 2017 (69.) | Bob Odenkirk          | Jimmy McGill           | Volejte Saulovi                  |
| 2017 (69.) | Matthew Rhys          | Philip Jennings        | Takoví normální Američané        |
| 2017 (69.) | Kevin Spacey          | Frank Underwood        | Dům z karet                      |
| 2017 (69.) | Milo Ventimiglia      | Jack Pearson           | Tohle jsme my                    |
| 2018 (70.) | Matthew Rhys          | Philip Jennings        | Takoví normální Američané        |
| 2018 (70.) | Jason Bateman         | Martin „Marty“ Byrde   | Ozark                            |
| 2018 (70.) | Sterling K. Brown     | Randall Pearson        | Tohle jsme my                    |
| 2018 (70.) | Milo Ventimiglia      | Jack Pearson           | Tohle jsme my                    |
| 2018 (70.) | Ed Harris             | Muž v černém / William | Westworld                        |
| 2018 (70.) | Jeffrey Wright        | Bernard Lowe           | Westworld                        |
| 2019 (71.) | Billy Porter          | Pray Tell              | Pose                             |
| 2019 (71.) | Jason Bateman         | Martin „Marty“ Byrde   | Ozark                            |
| 2019 (71.) | Sterling K. Brown     | Randall Pearson        | Tohle jsme my                    |
| 2019 (71.) | Milo Ventimiglia      | Jack Pearson           | Tohle jsme my                    |
| 2019 (71.) | Kit Harington         | Jon Sníh               | Hra o trůny                      |
| 2019 (71.) | Bob Odenkirk          | Jimmy McGill           | Volejte Saulovi                  |

### 2020–2029
| Rok        | Vítězové a nominovaní | Role                            | Seriál            |
| ---------- | --------------------- | ------------------------------- | ----------------- |
| 2020 (72.) | Jeremy Strong         | Kendall Roy                     | Boj o moc         |
| 2020 (72.) | Jason Bateman         | Martin „Marty“ Byrde            | Ozark             |
| 2020 (72.) | Sterling K. Brown     | Randall Pearson                 | Tohle jsme my     |
| 2020 (72.) | Steve Carell          | Mitch Kessler                   | The Morning Show  |
| 2020 (72.) | Brian Cox             | Logan Roy                       | Boj o moc         |
| 2020 (72.) | Billy Porter          | Pray Tell                       | Pose              |
| 2021 (73.) | Josh O'Connor         | princ Charles                   | Koruna            |
| 2021 (73.) | Sterling K. Brown     | Randall Pearson                 | Tohle jsme my     |
| 2021 (73.) | Jonathan Majors       | Atticus Freeman                 | Lovecraftova země |
| 2021 (73.) | Matthew Rhys          | Perry Mason                     | Perry Mason       |
| 2021 (73.) | Regé-Jean Page        | Simon Bassett                   | Bridgertonovi     |
| 2021 (73.) | Billy Porter          | Pray Tell                       | Pose              |
| 2022 (74.) | I Čong-dže            | Song Ki-hun                     | Hra na oliheň     |
| 2022 (74.) | Jason Bateman         | Martin „Marty“ Byrde            | Ozark             |
| 2022 (74.) | Brian Cox             | Logan Roy                       | Boj o moc         |
| 2022 (74.) | Bob Odenkirk          | Jimmy McGill / Saul Goodman     | Volejte Saulovi   |
| 2022 (74.) | Adam Scott            | Mark Scout                      | Odloučení         |
| 2022 (74.) | Jeremy Strong         | Kendall Roy                     | Boj o moc         |
| 2023 (75.) | Kieran Culkin         | Roman Roy                       | Boj o moc         |
| 2023 (75.) | Jeff Bridges          | Dan Chase                       | Starej chlap      |
| 2023 (75.) | Brian Cox             | Logan Roy                       | Boj o moc         |
| 2023 (75.) | Bob Odenkirk          | Jimmy McGill / Saul Goodman     | Volejte Saulovi   |
| 2023 (75.) | Pedro Pascal          | Joel Miller                     | The Last of Us    |
| 2023 (75.) | Jeremy Strong         | Kendall Roy                     | Boj o moc         |
| 2024 (76.) | Hirojuki Sanada       | Lord Yoshii Toranaga            | Šógun             |
| 2024 (76.) | Idris Elba            | Sam Nelson                      | Únos letadla      |
| 2024 (76.) | Donald Glover         | John Smith / Michael            | Mr. & Mrs. Smith  |
| 2024 (76.) | Walton Goggins        | Ghoul / Cooper Howard           | Fallout           |
| 2024 (76.) | Gary Oldman           | Jackson Lamb                    | Slow Horses       |
| 2024 (76.) | Dominic West          | princ Charles                   | Koruna            |
| 2025 (77.) | Sterling K. Brown     | Xavier Collins                  | Ráj               |
| 2025 (77.) | Gary Oldman           | Jackson Lamb                    | Slow Horses       |
| 2025 (77.) | Pedro Pascal          | Joel Miller                     | The Last of Us    |
| 2025 (77.) | Adam Scott            | Mark Scout                      | Odloučení         |
| 2025 (77.) | Noah Wyle             | Dr. Michael „Robby“ Robinavitch | Urgent            |

## Pořady s více vítězstvími
| 4 vítězství - Perníkový táta (tři v řadě) - Policie New York (dvě v řadě) 3 vítězství - Columbo - I Spy (v řadě) - Rodina Sopránů (dvě v řadě) - St. Elsewhere (dvě v řadě) | 2 vítězství - Boj o moc - The Defenders - Father Knows Best (v řadě) - Kauzy z Bostonu - Lou Grant - Perry Mason - Poldové z Hill Street (v řadě) |

## Herci s více vítězstvími
| 4 vítězství - Bryan Cranston (tři v řadě) - Dennis Franz (dvě v řadě) 3 vítězství - Bill Cosby (v řadě) - Peter Falk - James Gandolfini (dvě v řadě) - James Spader (dvě v řadě) - Robert Young (dvě v řadě) | 2 vítězství - Ed Asner - Raymond Burr - William Daniels (v řadě) - E. G. Marshall (v řadě) - Daniel J. Travanti (v řadě) |